# V426 Большого Пса
V426 Большого Пса (лат. V426 Canis Majoris) — одиночная переменная звезда в созвездии Большого Пса на расстоянии (вычисленном из значения параллакса) приблизительно 10655 световых лет (около 3267 парсеков) от Солнца. Видимая звёздная величина звезды — от +5,36m до +5,06m.

## Характеристики
V426 Большого Пса — красная углеродная полуправильная переменная звезда (SR) спектрального класса C.